# CAUSA International
CAUSA International — антикоммунистическая образовательная организация, созданная в Нью-Йорке в 1980 году членами Движения объединения по предложению Мун Сон Мёна. CAUSA — это акроним для «Конфедерации ассоциаций объединения сообществ Америки» (англ. Confederation of the Associations for the Unification of the Societies of the America).

## Деятельность
В 1980-х CAUSA International действовала в 21 стране. В США она спонсировала образовательные конференции для христианского духовенства, а также семинары и конференции для официальных лиц Сената, испаноязычных американцев и консервативных активистов, а также оказывала давление на правительство США для противодействия "контрас". В 1986 году она выпустила антикоммунистический документальный фильм «Никарагуа был нашим домом».
CAUSA International пропагандирует мировоззрение, которое она называет «Божизмом» (англ. Godism), как альтернативу марксизму.
Руководитель CAUSA баптистский пастор-фундаменталист Дональд Силлс утверждал:
Наша организация — это просто независимый образовательный процесс. Коалиция не рассматривается как христианская или любая другая религиозная организация, скорее это защищенная Первой Поправкой организация
Организация пожертвовала в начале 1980-х Национальному консервативному комитету политических действий Терри Долана $500000.